# Brevipalpus chilensis
Brevipalpus chilensis är en spindeldjursart som beskrevs av Baker 1949. Brevipalpus chilensis ingår i släktet Brevipalpus och familjen Tenuipalpidae. Inga underarter finns listade.